# Planicapritermes
Planicapritermes es un género de termitas isópteras perteneciente a la familia Termitidae que tiene las siguientes especies:
1. Planicapritermes longilabrum
2. Planicapritermes planiceps